# Уорренпойнт Таун
Футбольный клуб «Уорренпойнт Таун» (англ. Warrenpoint Town Football Club) — североирландский футбольный клуб из города Уорренпойнт, в районе Ньюри и Мурн, находящемся в графстве Даун, основанный в 1987 году.

## История
Первые 23 года своего существования «Уорренпойнт» выступал на региональном уровне, трижды выиграв Лигу Мид-Ольстера (2000/01, 2007/08, 2009/10). После последнего титула на этом уровне, в 2010 году клуб был принят в Чемпионшип 2, победителем которого он стал в первом же своём сезоне на новом уровне.
По итогам своего дебютного сезона в Чемпионшипе 1 «Пойнт» едва не оказался в зоне вылета, финишировав на 12 месте из 14. Но уже в следующем сезоне, усилившись семью игрокам расформированного «Ньюри Сити», клуб смог пробиться в Премьер-лигу, переиграв в стыковых матчах «Донегал Селтик» благодаря правилу гола, забитого на чужом поле.
Оказавшись в элите североирландского футбола, «Уорренпойнт» был вынужден вплоть до ноября проводить домашние игры чемпионата 2013/14 на стадионе «Стэнгмор Парк», принадлежащем другому клубу Премьер-лиги — «Данганнон Свифтс», так как их стадион «Миллтаун» не отвечал требованиям лиги и всё это время дорабатывался. По итогам сезона клуб занял одиннадцатое место и должен был участвовать в стыковых матчах за право играть в Премьер-лиге в следующем сезоне, но они не состоялись, так как вторая команда Чемпионшипа «Бангор» не получила лицензию на участие в элитном дивизионе.
В июле 2014 года клуб посетил российский город Кировск в Мурманской области, где сыграл товарищеские матчи с местными командами «Апатит» (2:2, проигрыш по пенальти) и «Химик» из города Апатиты (1:1), а также провёл мастер-класс для местной ДЮСШ. Визит состоялся в рамках сотрудничества района Ньюри и Мурн с Кировском (города-побратимы).
В сезоне 2014/15 «Уорренпойнт» вновь занял одиннадцатое место и его соперником по стыкам вновь стал «Бангор», который уже получил лицензию. Обменявшись домашними победами со счётом 2:0, команды определили сильнейшего в серии послематчевых пенальти — им стал «Уорренпойнт».
По итогам сезона 2015/16 клуб всё же покинул элитный дивизион, пропустив решающий гол на последней минуте матча заключительного тура чемпионата против «Данганнон Свифтс» (1:1) после серии добиваний, последовавших за отражённым вратарём пенальти, назначение которого выглядело весьма сомнительно.
По итогам сезона 2016/17 клуб вернулся в главную лигу страны, уверенно победив в Чемпионшипе. В этом же сезоне «Уорренпойнт» завоевал Кубок Мид-Ольстера.

## Достижения
- Чемпионшип 1
  - Чемпион: 2016/17 (выход в Премьершип)
  - Второе место: 2012/13 (выход в Премьер-лигу через стыковые матчи)
- Чемпионшип 2
  - Чемпион: 2010/11 (выход в Чемпионшип 1)
- Футбольная лига Мид-Ольстера
  - Чемпион: 2000/01, 2007/08, 2009/10
- Кубок Мид-Ольстера
  - Победитель: 2016/17